# Рено (остров)
Вижте пояснителната страница за други значения на Рено.
Рено (на английски: Renaud Island; на френски: Île Renaud) е най-големият остров в архипелага Биско, разположен в североизточната част на море Белингсхаузен, попадащо в акваторията на Тихоокеанския сектор на Южния океан. Остров Рено се намира в северната част на архипелага, като протокът Грандидие го отделя от Антарктическия полуостров (Бряг Греъм на Земя Греъм) на изток, а протоците Мрака от остров Пит на север и Пендълтън от остров Лавоазие на юг. Дължина от север на юг – 40 km, ширина – от 6,4 до 16,1 km, площ – 618,3 km². Бреговата му линия с дължина 148 km е силно разчленена от множество малки заливи (най-голям е Зубов на източното крайбрежие) и полуострови. Релефът е хълмист, покрит с дебела ледена покривка, с максимална височина около 130 m.
Част от западното крайбрежие на острова е открито на 17 февруари 1832 г. от английския мореплавател Джон Биско по време на неговата околосветска експедиция (1830 – 1832) в Южния океан, но той не наименува новооткрития бряг. През 1908 г. Жан Батист Шарко ръководи френска антарктическа експедиция (1908 – 1910) в района, която извършва задълбочени географски изследвания и мащабна топографска снимка и установява, че откритият от Джон Биско бряг е част от голям остров, който французите наименуват в чест на френския хидрограф Мари Жозеф Рено (1854 – 1921).